# Apeadeiro de Leça
O Apeadeiro de Leça foi uma interface da Linha de Leixões, que servia a localidade de Leça da Palmeira, no Concelho de Matosinhos, em Portugal.

## História

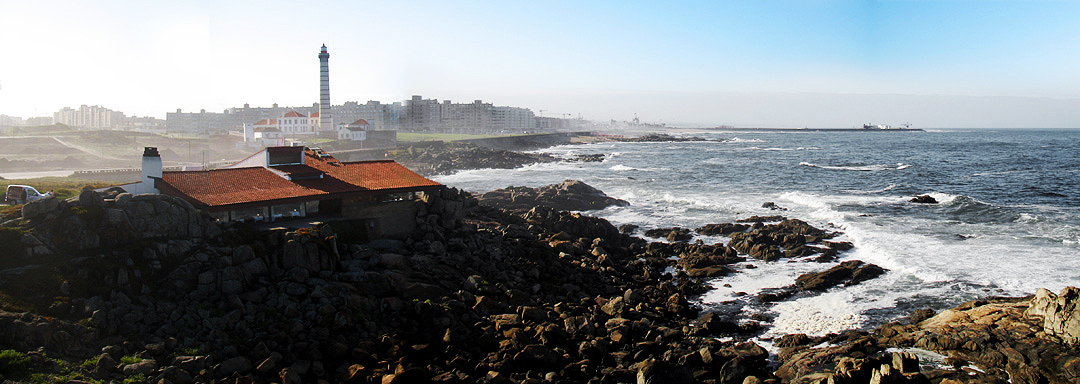
Leça da Palmeira.

Em Setembro de 1927, estava em construção uma estação da Linha de Leixões junto ao largo de Leça de Palmeira. Nessa altura, estava-se a fazer o desaterro, empregando máquinas escavadoras de grande potência.
Este apeadeiro inseria-se no primeiro troço da Linha de Leixões, entre as Estações de Leixões e Serpa Pinto, que abriu à exploração em 20 de Julho de 1938.